# Alba Party
L'Alba Party (Alba, prononcé /Al̪ˠapə/ en gaélique écossais, /ælbə/ en anglais, est le nom gaélique de l'Écosse) est un parti politique nationaliste et indépendantiste  écossais basé à Édimbourg. Le parti est fondé par le producteur de télévision à la retraite Laurie Flynn. Sa campagne électorale du Parlement écossais 2021 est publiquement lancée par l'ancien Premier ministre d'Écosse, Alex Salmond, le 26 mars 2021.
Le nouveau parti présente des candidats aux élections du Parlement écossais de 2021, uniquement sur les listes régionales. Deux députés de la Chambre des communes élus sous les couleurs du SNP sont partis au Alba Party le 27 mars 2021.

## Historique

### Contexte
Alex Salmond a été deux fois chef du Parti national écossais (SNP ; 1990–2000, 2004–2014) et Premier ministre d'Écosse (2007–2014). Sa vice-première ministre et successeure en tant que première ministre et cheffe du SNP est Nicola Sturgeon, qui conserve les deux rôles à ce jour. La possibilité que Salmond lance un nouveau parti a été discutée en 2020, après qu'il a quitté le SNP en 2018 en raison d'un scandale politique personnel. Ce scandale, lié à des accusations d'agressions sexuelles (dont il a été acquitté depuis), a provoqué des tensions entre Salmond et Sturgeon.

### Fondation
Le parti a été fondé et enregistré auprès de la Commission électorale par le producteur de télévision à la retraite Laurie Flynn le 8 février 2021. Le 26 mars 2021, Salmond annonce lors du lancement de la campagne de son parti pour les élections régionales qu'il a rejoint le parti et qu'il en devient le nouveau chef, succédant à Flynn. Lors de l'annonce des candidats, il annonce une première défection pour son ancien parti, avec le conseiller local Chris McEleny, qui était auparavant le chef du groupe SNP sur le conseil d'Inverclyde et un candidat du SNP pour les prochaines élections du Parlement écossais de 2021. Le député Kenny MacAskill et l'ancienne députée Corri Wilson rejoignent le parti le 27 mars. Plus tard dans la journée, le député Neale Hanvey quitte à son tour le SNP pour rejoindre le parti. La conseillère locale Lynne Anderson, responsable nationale du SNP chargée de la lutte contre les inégalités, fait également défection.

## Positions politiques
Le parti défend l'indépendance écossaise, qu'il qualifie de « nécessité immédiate ». Le parti décrit son objectif comme étant de construire une Écosse « socialement juste et écologiquement responsable ». Il présente ses propositions le 6 avril 2021, à l'occasion du 701e anniversaire de la déclaration d'Arbroath.

## Élection au Parlement écossais de 2021
Le parti a annoncé son intention de présenter au moins quatre candidats au vote de liste dans chaque région lors des élections au Parlement écossais de 2021. Les candidats annoncés incluent Salmond (candidat dans la région du nord-est de l'Écosse) ainsi que d'anciens membres du SNP : Chris McEleny (candidat dans la région de l'ouest de l'Écosse), Eva Comrie (candidate dans la région Mid Scotland et Fife) et Cynthia Guthrie (candidate dans la région du sud de l'Écosse). Le parti défend la stratégie nommée #BothVoteYes, invitant les électeurs à soutenir le SNP pour l'élection des députés par circonscription, tout en votant le parti Alba pour le vote de liste, afin de garantir l'élection d'un plus grand nombre de députés indépendantistes.
Le parti Alba n'obtient aucun élu lors des élections au Parlement écossais de 2021, ne recevant que 1,7 % des voix.
Le 28 octobre 2023, Ash Regan rejoint l'Alba party et préside le groupe parlementaire de ce parti au Parlement écossais,.

## Élus

### Députés au Parlement britannique
| Nom             | Ancien parti | Ancien parti            | Circonscription électorale |
| --------------- | ------------ | ----------------------- | -------------------------- |
| Kenny MacAskill |              | Parti national écossais | East Lothian               |
| Neale Hanvey    |              | Parti national écossais | Kirkcaldy et Cowdenbeath   |

### Anciens députés au Parlement britannique
| Nom          | Ancien parti | Ancien parti            | Circonscription électorale  |
| ------------ | ------------ | ----------------------- | --------------------------- |
| Alex Salmond |              | Parti national écossais | Banff et Buchan puis Gordon |
| Corri Wilson |              | Parti national écossais | Ayr, Carrick et Cumnock     |

## Dirigeants
| # | Nom             | Entrée en fonctions | Fin de mandat   |
| - | --------------- | ------------------- | --------------- |
| 1 | Laurie Flynn    | 8 février 2021      | 25 mars 2021    |
| 2 | Alex Salmond    | 25 mars 2021        | 12 octobre 2024 |
| 3 | Kenny MacAskill | 12 octobre 2024     | Titulaire       |